# Castillo de Toga
El castillo de Toga (Provincia de Castellón, España) ubicado en la parte baja de la población, junto al cauce del Río Mijares es una construcción defensiva de origen árabe. 
Su construcción y funcionalidad hay que relacionarla con la importancia estratégica del lugar, aguas abajo del angosto paso del estrecho de Toga, imponente desfiladero del Mijares. 
Es de planta irregular y con el tiempo pasó de ser una obra militar y estratégica a convertirse en un castillo-palacio señorial.
En la actualidad se encuentra en un estado de conservación bastante precario, aunque todavía se pueden admirar algunos lienzos de la estructura defensiva externa. 